# Margarida Alfonso i Orfila
Margarida Alfonso i Orfila (Barcelona, 2 de novembre de 1914 - L'Ametlla del Vallès, 24 d'abril del 1991) va ser pianista, compositora i professora de música.

## Biografia
Fou filla dels compositors i professors Frederic Alfonso i Margarida Orfila, i germana del poeta Frederic Alfonso, estudiá a l'Escola Municipal de Música de Barcelona i abans d'acabar-hi la carrera ja hi feu un concert el 1935 on interpretà amb gran èxit obres de compositors clàssics i dels seus progenitors.
Va ser professora del Conservatori Municipal de Música de Barcelona, al mateix lloc on havien ensenyat els seus pares, i es jubilà al centre. Entre molts altres deixebles, tingué per alumna la futura guitarrista Assumpta Codina. Fou autora de composicions corals i instrumentals, especialment per a piano i per a violoncel i piano.

## Obres
- Estudi, per a piano
- Formosa nit, per a cor
- Impresión, per a violoncel i piano
- Tarantela, per a violoncel i piano[3]